# 國際人權文書
國際人權文書是指與国际人权法及保護人权有關的条约及國际文件的總稱，可分為「宣言」及「公約」兩類。「宣言」不具法律約束力，而「公約」是在國際法下具有法律約束力的文書。

## 核心人權公約
設有人權專家組成的委員會作為條約機構，專責審查國家定期提交之報告，並就各國締約時之協定受理個人申訴
- 《公民權利和政治權利國際公約》
- 《經濟、社會及文化權利國際公約》
- 《消除對女性一切形式歧視公約》
- 《兒童權利公約》
- 《消除一切形式種族歧視國際公約》
- 《身心障礙者權利公約》
- 《聯合國禁止酷刑公約》
- 《保護所有遷徙勞工及其家庭成員權利國際公約（英语：International Convention on the Protection of the Rights of All Migrant Workers and Members of Their Families）》
- 《保護所有人免遭強迫失蹤國際公約（英语：International Convention for the Protection of All Persons from Enforced Disappearance）》

## 其他人權公約
由國際法院、國際刑事法院等裁決，或設立委員會解決爭端，採取不告不理的原則
- 《女性參政權公約》
- 《關於婚姻同意、婚姻最低年齡及婚姻登記之公約（英语：Convention on Consent to Marriage, Minimum Age for Marriage and Registration of Marriages）》
- 《消除教育歧視公約（英语：Convention Against Discrimination in Education）》
- 《防止及懲治危害種族罪公約》
- 《禁止並懲治種族隔離罪行國際公約》
- 《禁奴公約》
- 《廢止奴隸制、奴隸販賣及類似奴隸制的制度與習俗補充公約（英语：Supplementary Convention on the Abolition of Slavery）》
- 《禁止販賣人口及取締意圖營利使人賣淫的公約》
- 《關於難民地位的公約》
- 《原住民和部落人民公約（英语：Indigenous and Tribal Peoples Convention, 1989）》
- 《日內瓦公約》

- 改善戰地武裝部隊傷者病者境遇之日內瓦公約
- 改善海上武裝部隊傷者病者及遇船難者境遇之日內瓦公約
- 關於戰俘待遇的日內瓦公約
- 關於戰時保護平民之日內瓦公約

## 宣言
政治宣示性質
- 《世界人權宣言》
- 《聯合國原住民族權利宣言》

## 外部連結
- 核心国际人权文书（简体中文）
- Human Rights. Major International Instruments. Status as at 30 June 2011 （页面存档备份，存于）（英文）